# Flinders Group National Park
Flinders Group National Park är en park i Australien. Den ligger i delstaten Queensland, omkring 1 700 kilometer nordväst om delstatshuvudstaden Brisbane. Flinders Group National Park ligger 9 meter över havet. Den ligger på ön Flinders Island.
Trakten är glest befolkad. Det finns inga samhällen i närheten.
Savannklimat råder i trakten. Genomsnittlig årsnederbörd är 1 226 millimeter. Den regnigaste månaden är mars, med i genomsnitt 387 mm nederbörd, och den torraste är augusti, med 1 mm nederbörd.